# Rafael Sánchez
Rafael Sánchez – kubański zapaśnik w stylu klasycznym. Triumfator Igrzysk Ameryki Środkowej i Karaibów w 1986. Czwarty w Pucharze Świata w 1985. Mistrz Ameryki Centralnej w 1984 roku.